# Get Rich or Die Tryin’ (Album)
Get Rich or Die Tryin’ (englisch „werde reich oder stirb beim Versuch“) ist das offizielle Debütalbum des US-amerikanischen Rappers 50 Cent. Es wurde am 6. Februar 2003 über die Labels Shady Records und Aftermath Entertainment veröffentlicht.

## Inhalt
Das Album ist dem Genre Gangsta-Rap zuzurechnen. Wiederkehrende Themen sind Gewalt, Drogen und das Streben nach Reichtum.

## Produktion und Samples
An der Produktion des Albums waren verschiedene Produzenten beteiligt. Dr. Dre schuf die Beats zu den Liedern In da Club, Heat, If I Can’t und Back Down, während 50 Cents Labelboss Eminem die Stücke Patiently Waiting und Don’t Push Me produzierte. Beide fungierten beim Album als ausführende Produzenten. Außerdem sind Rob Tewlow (What Up Gangsta), Darrell Banch (Many Men (Wish Death)), DJ Rad (High All the Time), Sean Blaze (Blood Hound), Mr. Porter (P.I.M.P.), Rockwilder (Like My Style), Sha Money XL (Poor Lil Rich), Dirty Swift (21 Questions), Megahertz (Gotta Make It to Heaven), John Freeman (Wanksta), Red Spyda (U Not Like Me) und Terence Dudley (Life’s on the Line) mit je einem Beat vertreten.
Zwei Songs des Albums enthalten Samples von Liedern anderer Künstler. So sampelt Many Men (Wish Death) den Track Out of the Picture von Tavares und 21 Questions enthält Elemente von It’s Only Love Doing It’s Thing von Barry White.

## Covergestaltung
Auf dem Albumcover ist 50 Cent mit freiem Oberkörper zu sehen, im Vordergrund eine durchschossene Glasscheibe. Der Hintergrund ist in roten Farbtönen gehalten, links oben steht Get Rich Or Die Tryin’ und rechts oben 50 Cent.

## Gastbeiträge
Fünf Tracks des Albums enthalten Gastbeiträge anderer Rapper. Die G-Unit-Mitglieder Young Buck (Blood Hound) und Tony Yayo (Like My Style) erscheinen auf je einem Song. 50 Cents Entdecker Eminem ist beim Song Patiently Waiting und neben Lloyd Banks auf Don’t Push Me zu hören. Außerdem tritt Nate Dogg bei 21 Questions in Erscheinung. Auf dem Remix zum Song P.I.M.P., der auf einigen Versionen des Albums enthalten ist, befinden sich des Weiteren Gastauftritte von Snoop Dogg, Lloyd Banks und Young Buck.

## Titelliste
| #  | Titel                        | Gastbeiträge                         | Produzent(en)             | Dauer |
| -- | ---------------------------- | ------------------------------------ | ------------------------- | ----- |
| 1  | Intro                        |                                      |                           | 0:06  |
| 2  | What Up Gangsta              |                                      | Rob Tewlow                | 2:59  |
| 3  | Patiently Waiting            | Eminem                               | Eminem                    | 4:48  |
| 4  | Many Men (Wish Death)        |                                      | Darrell Branch            | 4:16  |
| 5  | In da Club                   |                                      | Dr. Dre                   | 3:13  |
| 6  | High All the Time            |                                      | DJ Rad                    | 4:29  |
| 7  | Heat                         |                                      | Dr. Dre                   | 4:14  |
| 8  | If I Can’t                   |                                      | Dr. Dre                   | 3:16  |
| 9  | Blood Hound                  | Young Buck                           | Sean Blaze                | 4:00  |
| 10 | Back Down                    |                                      | Dr. Dre                   | 4:03  |
| 11 | P.I.M.P.                     |                                      | Mr. Porter                | 4:09  |
| 12 | Like My Style                | Tony Yayo                            | Rockwilder                | 3:13  |
| 13 | Poor Lil Rich                |                                      | Sha Money XL              | 3:19  |
| 14 | 21 Questions                 | Nate Dogg                            | Dirty Swift of Midi Mafia | 3:44  |
| 15 | Don’t Push Me                | Eminem & Lloyd Banks                 | Eminem                    | 4:08  |
| 16 | Gotta Make It to Heaven      |                                      | Megahertz                 | 4:01  |
| 17 | Wanksta                      |                                      | John Freeman              | 3:39  |
| 18 | U Not Like Me                |                                      | Red Spyda                 | 4:15  |
| 19 | Life’s on the Line           |                                      | Terence Dudley            | 3:38  |
| 20 | P.I.M.P. (Remix) (Bonussong) | Snoop Dogg, Lloyd Banks & Young Buck | Mr. Porter                | 4:48  |

## Singleauskopplungen
Als Singles wurden Wanksta, In da Club, 21 Questions, P.I.M.P. und If I Can’t ausgekoppelt. In da Club erhielt für mehr als 900.000 verkaufte Einheiten in Deutschland dreifachen Platin-Status.

## Rezeption

### Kritiken
Get Rich or Die Tryin’ wurde von Kritikern überwiegend positiv bewertet. Die Seite Metacritic errechnete aus 19 Kritiken englischsprachiger Medien einen Schnitt von 73 %.
Stefan Johannesberg von laut.de bewertete das Album mit drei von möglichen fünf Punkten. 50 Cent würde „seine lyrische Beschränktheit“ mit „Charisma“, selbstbewusstem Auftreten und „arrogantem Flow“ wettmachen, was „trotz Gangsta-Klischees für kurzweilige Momente“ sorge. Dr. Dres Produktionen seien ihm auf den Leib geschneidert.
Blan P von MZEE sieht in dem Album einen Wendepunkt in der HipHop-Geschichte, „weil 50 Cent damit das Ultimum aus damaligem Gangsterrap herausgeholt und eine neue Ära eingeleitet hat.“ Rapper mussten danach neue Wege gehen, um Gangsterrap zu machen und sich stets an dieser Platte messen lassen.

### Musikpreise
Bei den Grammy Awards 2004 wurde Get Rich or Die Tryin’ in der Kategorie Best Rap Album nominiert, unterlag jedoch Speakerboxxx/The Love Below von OutKast.

## Kommerzieller Erfolg

### Chartplatzierungen
Das Album stieg in der 10. Kalenderwoche des Jahres 2003 auf Position 45 in die deutschen Charts ein und verbesserte sich in den kommenden Wochen auf die Plätze 21; 10 und 5, bevor es die Höchstposition 4 erreichte. Insgesamt war Get Rich or Die Tryin’ 59 Wochen in den Top 100 vertreten. In den Vereinigten Staaten stieg das Album auf dem Spitzenplatz 1 ein und konnte sich mit Unterbrechungen 258 Wochen in den Top 200 halten. In den deutschen Jahrescharts 2003 belegte der Tonträger Rang 23.
| ChartsChartplatzierungen       | Höchstplatzierung | Wochen |
| ------------------------------ | ----------------- | ------ |
| Deutschland (GfK)              | 4 (59 Wo.)        | 59     |
| Österreich (Ö3)                | 16 (30 Wo.)       | 30     |
| Schweiz (IFPI)                 | 8 (140 Wo.)       | 140    |
| Vereinigte Staaten (Billboard) | 1 (258 Wo.)       | 258    |
| Vereinigtes Königreich (OCC)   | 2 (235 Wo.)       | 235    |

| ChartsJahrescharts (2003)      | Platzierung |
| ------------------------------ | ----------- |
| Deutschland (GfK)              | 23          |
| Österreich (Ö3)                | 69          |
| Schweiz (IFPI)                 | 27          |
| Vereinigte Staaten (Billboard) | 1           |
| Vereinigtes Königreich (OCC)   | 17          |

| ChartsJahrescharts (2004)      | Platzierung |
| ------------------------------ | ----------- |
| Vereinigte Staaten (Billboard) | 102         |
| Vereinigtes Königreich (OCC)   | 99          |

| ChartsJahrescharts (2022)      | Platzierung |
| ------------------------------ | ----------- |
| Vereinigte Staaten (Billboard) | 157         |
| Vereinigtes Königreich (OCC)   | 82          |

| ChartsJahrescharts (2023)      | Platzierung |
| ------------------------------ | ----------- |
| Schweiz (IFPI)                 | 70          |
| Vereinigte Staaten (Billboard) | 139         |
| Vereinigtes Königreich (OCC)   | 72          |

| ChartsJahrescharts (2024)      | Platzierung |
| ------------------------------ | ----------- |
| Vereinigte Staaten (Billboard) | 151         |
| Vereinigtes Königreich (OCC)   | 89          |

### Auszeichnungen für Musikverkäufe
Get Rich or Die Tryin’ verkaufte sich weltweit etwa 15,6 Millionen Mal. Das Album erhielt in Deutschland für mehr als 100.000 verkaufte Einheiten eine Goldene Schallplatte. In den USA wurde Get Rich or Die Tryin’ über neun Millionen Mal verkauft und demzufolge mit Neunfach-Platin ausgezeichnet.
| Land/Region                  | Auszeichnungen für Musikverkäufe (Land/Region, Auszeichnung, Verkäufe) | Verkäufe    |
| ---------------------------- | ---------------------------------------------------------------------- | ----------- |
| Argentinien (CAPIF)          | Gold                                                                   | 20.000      |
| Australien (ARIA)            | 2× Platin                                                              | 140.000     |
| Belgien (BRMA)               | Platin                                                                 | (50.000)    |
| Dänemark (IFPI)              | 5× Platin                                                              | (100.000)   |
| Deutschland (BVMI)           | Gold                                                                   | (100.000)   |
| Europa (IFPI)                | 2× Platin                                                              | 2.000.000   |
| Frankreich (SNEP)            | Gold                                                                   | (100.000)   |
| Griechenland (IFPI)          | Gold                                                                   | (10.000)    |
| Irland (IRMA)                | Platin                                                                 | 15.000      |
| Japan (RIAJ)                 | Gold                                                                   | 100.000     |
| Kanada (MC)                  | 6× Platin                                                              | 600.000     |
| Neuseeland (RMNZ)            | 4× Platin                                                              | 60.000      |
| Norwegen (IFPI)              | Gold                                                                   | (20.000)    |
| Russland (NFPF)              | 3× Platin                                                              | (60.000)    |
| Schweden (IFPI)              | Gold                                                                   | (30.000)    |
| Schweiz (IFPI)               | Platin                                                                 | (40.000)    |
| Vereinigte Staaten (RIAA)    | 9× Platin                                                              | 9.000.000   |
| Vereinigtes Königreich (BPI) | 4× Platin                                                              | (1.200.000) |
| Insgesamt                    | 7× Gold · 38× Platin ·                                                 | 11.920.000  |

Hauptartikel: 50 Cent/Auszeichnungen für Musikverkäufe